# Harald A. Enge
Harald Anton Enge (* 28. September 1920 in Fauske, Norwegen; † 14. April 2008) war ein norwegisch-US-amerikanischer Physiker, der sich mit experimenteller Kernphysik und Messinstrumenten der Kernphysik befasst.
Enge studierte Elektrotechnik an der TU Trondheim mit dem Abschluss als Diplom-Ingenieur 1947 und wurde 1954 an der Universität Bergen in Physik promoviert, mit Arbeiten über Kernphysik, die er 1950/51 am MIT unternahm. Während der deutschen Besatzung Norwegens im Zweiten Weltkrieg arbeitete er ein Jahr für den norwegischen Widerstand bei der Reparatur von Funk- und Radioapparaten. 1955 wurde er Instructor und 1959 Professor am Massachusetts Institute of Technology (MIT). 1986 emeritierte er. 
Er war lange Jahre Direktor der Van de Graaf Forschungsgruppe am MIT und ein international anerkannter Experte für den Entwurf von Magnetspektrometern für die Kernphysik. Sein erstes Beta-Spektrometer baute er noch in Bergen.
Er hielt mehr als zwanzig Patente in magnetischer und Elektronenoptik, Massenseparatoren, Beschleunigertechnik und Stromversorgung. 1967 war er Mitgründer und Chairman der Deuteron Inc. Außerdem war er mit der Deltaray Corporation (1969 bis 1973) und der Gammaray Corporation (1981) verbunden.
1984 erhielt er den Tom-W.-Bonner-Preis für Kernphysik. Er ist Fellow der American Physical Society. 1985 erhielt er einen Ehrendoktor der Universität Bergen.
Er hat die US-amerikanische Staatsbürgerschaft.
Enge war zweimal verheiratet (seine erste Frau Grete starb 1988) und hatte drei Kinder.

## Schriften
- Introduction to nuclear physics, Addison-Wesley 1966